# Episodi di Laverne & Shirley (quarta stagione)
La quarta stagione della sit-com Laverne & Shirley  è stata trasmessa negli Stati Uniti dal 5 settembre 1978. In Italia questa stagione è trasmessa in prima visione su Canale 5.
| nº | Titolo originale                       | Titolo italiano | Prima TV USA      | Prima TV Italia |
| -- | -------------------------------------- | --------------- | ----------------- | --------------- |
| 1  | The Festival (Part 1)                  |                 | 5 settembre 1978  |                 |
| 2  | The Festival (Part 2)                  |                 | 12 settembre 1978 |                 |
| 3  | Playing the Roxy                       |                 | 19 settembre 1978 |                 |
| 4  | The Robbery                            |                 | 26 settembre 1978 |                 |
| 5  | The Quiz Show                          |                 | 10 ottobre 1978   |                 |
| 6  | Laverne and Shirley Go to Night School |                 | 17 ottobre 1978   |                 |
| 7  | Date with Eraserhead                   |                 | 24 ottobre 1978   |                 |
| 8  | The Bully Show                         |                 | 31 ottobre 1978   |                 |
| 9  | A Visit to the Cemetery                |                 | 14 novembre 1978  |                 |
| 10 | Chorus Line                            |                 | 21 novembre 1978  |                 |
| 11 | Laverne and Shirley Move In            |                 | 28 novembre 1978  |                 |
| 12 | Dinner for Four                        |                 | 5 dicembre 1978   |                 |
| 13 | It's a Dog's Life                      |                 | 12 dicembre 1978  |                 |
| 14 | Oh, Come All Ye Burns                  |                 | 19 dicembre 1978  |                 |
| 15 | Who's Papa                             |                 | 16 gennaio 1979   |                 |
| 16 | The Third Annual Shotz Talent Show     |                 | 30 gennaio 1979   |                 |
| 17 | Supermarket Sweep                      |                 | 6 febbraio 1979   |                 |
| 18 | Lenny's Crush                          |                 | 13 febbraio 1979  |                 |
| 19 | The Fire Show                          |                 | 20 febbraio 1979  |                 |
| 20 | Squiggy in Love                        |                 | 27 febbraio 1979  |                 |
| 21 | The Feminine Mistake                   |                 | 6 marzo 1979      |                 |
| 22 | The Tenants Are Revolting              |                 | 13 marzo 1979     |                 |
| 23 | There's a Spy in My Beer               |                 | 8 maggio 1979     |                 |
| 24 | Shirley and the Older Man              |                 | 15 maggio 1979    |                 |